# Chrysobothris fraudi
Chrysobothris fraudi es una especie de escarabajo del género Chrysobothris, familia Buprestidae. Fue descrita científicamente por Théry en 1931.